# سيسيل بيرتش
سيسيل ريجينالد بيرتش (بالإنجليزية: Cecil Reginald Burch)‏ فيزيائي ومهندس بريطاني. حصل على ميدالية وجائزة دودل (بالإنجليزية: Duddell Medal and Prize)‏ سنة 1942، ووسام رمفورد سنة 1954، وقد جاء حصوله على وسام رمفورد تقديراً لتطويره تقنية لإحداث درجات كبيرة من الفراغ، ولتطويره المجهر العاكس.